# Таємна рада (Велика Британія)
Таємна рада (англ. Privy Council) — орган радників британського монарха. Раніше була могутньою установою, зараз багато в чому церемоніальна. Більшість повноважень мають комітети, головний з яких — Кабінет.
Суверен, діючи за рекомендаціями Ради, називається Король-в-Раді (King-in-Council) чи Королева-в-Раді. Головними офіцерами органу є лорд голова Ради (четвертий з Вищих посадових осіб держави, член Кабінету, і зазвичай також представник кабінету в Палаті лордів або Палаті громад). Інша важлива посадова особа — Клерк, підпис якого стоїть на всіх наказах, зроблених Радою. Членів ради називають таємними радниками.
Рада також виконує судові функції. Судовий комітет Таємної Ради є вищою апеляційною інстанцією Великої Британії і розглядає питання морського і релігійного права, а також вищою апеляційною інстанцією деяких країн Британської Співдружності. До створення в 2009 році Верховного суду, Судовий комітет розглядав відповідність місцевого законодавства Шотландії, Уельсу та Північної Ірландії конституційному праву Сполученого Королівства. Основну роботу в Судовому комітеті виконують лорди-законники Палати лордів, яких спеціально беруть в Таємну раду, в засіданнях можуть брати участь також таємні радники, що служили суддями в складі цивільних апеляційних судів Англії, Шотландії і Північної Ірландії (Судовий комітет не розглядає кримінальні справи).

## Назва
- Його Вели́чності Вельмишано́вна Тає́мна Ра́да (англ. His Majesty's Most Honourable Privy Council) — сучасна назва.

## Історія
Коли правили нормандські монархи, Короні радив королівський двір (королівський двір), що складався з магнатів, духівників та вищих посадових осіб. Цей орган давав поради з законодавства, адміністрації та правосуддя. Пізніше розвинулися різні органи з різними функціями. Судові двори зайнялися правосуддям, парламент став верховною радою. Однак рада залишився для слухання законодавчих дебатів, або в першій інстанції, або апеляцію. Більше того, закони, прийняті Короною по раді не Парламенту, а Ради, теж вважалися дійсними.
Владні Суверени часто використовували цей орган для обходу судів і парламенту. Наприклад, один з комітетів Ради (що став пізніше Судом зоряної палати) мав дозвіл у XIV столітті накладати будь-яке покарання (крім смертної кари), не соромлячись правилами щодо доказів. У правління Генріха VIII, Суверен міг за рекомендацією Ради створювати закон просто висловлюванням вголос. Законодавче верховенство Парламенту було відновлено тільки після смерті Генріха VIII.
Хоча королівська рада зберегла законодавчі і судові функції, вона стала в основному адміністративним органом. Рада була велика — в 1553 понад 40 членів — що ускладнювало її дію як дорадчого органу. Тому Суверен мав справу з меншим комітетом, який пізніше розвинувся у сучасний Кабінет Міністрів. Яків I (король Англії) та Карл I Стюарт спробували правити як абсолютні монархи, що внесло внесок у зменшення повноважень Ради.
Після англійської громадянської війни, Карл I був страчений, і монархія з Палатою лордів були скасовані. Залишилася палата парламенту, громад, що встановила Державну раду для виконання закону і встановлення адміністративних процедур. Сорок один член Ради обиралися Палатою громад; орган очолив Олівер Кромвель, де факто військовий диктатор нації. В 1653 Кромвель став лорд-протектором, і Держрада скоротився до 13-21 членів. В 1657 Палата громад дала Кромвелю ще більше влади, деякі з яких нагадували про повноваження монархів. Рада стала відома як таємна Рада лорда-протектора, її члени стали призначатися лордом-протектором з схвалення Парламенту.
В 1659, незадовго до відновлення монархії, рада лорда-протектора була скасована. Карл II (король Англії) відновив королівську Таємну Раду, але як і колишні монархи, став спиратися на менше число радників. При Георгу I, що навіть не розмовляв англійською, цьому органу дали ще більше влади. Відтоді Рада в цілому перестала бути важливим органом, перенісши цю роль на комітети, зараз відомі як Кабінет.

## Склад
Суверен може призначати всіх таємних радників, але на практиці він це робить за порадою уряду. Поточний спадкоємець Корони і консорт незмінно входять до Комітету, як і три найвищих духівника англіканської церкви — архієпископ Кентерберійський, архієпископ Йоркський та єпископ Лондона. Кілька найголовніших суддів — ординарні апеляційні лорди, судді апеляційного суду Англії та Уельсу, судді апеляційного суду Північної Ірландії та Inner House of the Court of Session (найвищий суд в Шотландії) також входять до Ради. Основна частина таємних радників, однак, політики. Прем'єр-міністр, міністри кабінету, деякі головні міністри поза кабінетом, глава Опозиції і голови великих партій в палаті громад призначаються таємними радниками.
Хоча Таємна рада — британський орган, офіційні особи з інших королівств Співдружності також беруть участь. Самий примітний приклад — Нова Зеландія, де прем'єр-міністр, великі політики, судді верховного суду та апеляційного суду також члени Таємної ради.
Членство триває до розпуску (dissolution) Таємної ради, який автоматично відбувається через шість місяців після смерті монарха (до правління королеви Анни смерть монарха автоматично означала розпуск Ради). За домовленістю, однак, Суверен заново призначає всіх членів Ради після розпуску, так що на практиці членство довічне.
Суверен може видалити особу з ради, та особи можуть подати у відставку для уникнення виключення. Останній, хто добровільно залишив рада був Джонатан Ейткен, який пішов у 1997 після звинувачень в клятвопорушенні. Він був одним з трьох в XX столітті (двоє інших — Джон Профумо в 1963, і Джон Стоунхаус в 1976). Останнім вигнаним з Ради був Сер Едгар Шпейер, перший баронет в 1921 за пронімецьку діяльність під час Першої світової війни.

## Присяга
Таємним радникам при призначенні вимовляють клятву:
Присягніть всемогутнім Богом бути істинним і вірним Слугою для Його Величності Короля як один з Його Величності Таємної ради. Ви не будете знати і розуміти будь-якого роду речі, спробу, вчинення або проголошення, проти Особистості Його Величності, Честі, Корони або Королівської Гідності, але ви будете припиняти і протидіяти тим самим речам оскільки вистачить вашої влади, і або змусите їх бути розкритими Самим Його Величністю, або тим з Його Таємної Ради, кого він призначить. Ви будете повністю у всьому, що відбувається, обговорюється і обумовлюється в Раді, вірно і правдиво розкривати свій Розум і Думку, згідно з вашим Серцем і Свідомістю, і ви будете зберігати в таємниці всі справи, скоєні і довірені вам, або ті в Раді, що повинні триматися в секреті.
І якщо будь-яка із зазначених Домовленостей або Рад торкнеться когось із Радників, ви не відкриєте цього йому, але будете мовчати до моменту, за згодою Його Величності або Ради, Публікації. Ви будете до останнього нести Віру і Вірність Королівській Величності, і будете допомагати і захищати всі Юрисдикції, Верховенства, і Повноваження, дані Його Величністю і приєднані Короною Актами Парламенту, або іншими, від усіх Іноземних Принців, Осіб, прелатів, Держав або Сил. І у всіх справах, загалом, ви будете вірними і правдивими Служителями, належними Його Величності. Хай допоможе вам Бог.

## Засідання
Засідання Таємної ради зазвичай відбуваються щомісяця, коли Суверен може бути присутнім. Суверен приходить на засідання, але його місце може бути зайнято двома або більше Державними Радниками. Відповідно до Акту про регентство 1937, Державний радник може бути вибраний з подружжя Суверена і чотирьох осіб (старше 21 року), наступних в лінії спадкоємства.
На засіданнях Таємної ради, лорд-голова зачитує список планованих наказів (Orders), і Суверен просто говорить «Схвалено». Тільки кілька міністрів Корони приходять на ці засідання, які рідко тривають довго. Повні засідання Таємної ради відбуваються тільки коли Суверен оголошує про свій шлюб або коли монарх помирає. В останньому випадку, Таємна рада разом з духовними лордами, світськими лордами, а також лорд-мер Лондона, Олдермен сіті Лондона і представники Співдружності оголошують про вступ на посаду нового Суверена.

## Функції
Суверен здійснює виконавчу владу виданням Указів-в-Раді за рекомендацією Таємної ради. Укази-в-Раді пишуться начорно Кабінетом, і використовуються для простих урядових постанов. Також вони використовуються для видачі королівської санкції на закони, які пройшли законодавчі органи залежних територій. Призначення на посаду в Кабінеті також робляться Указами-в-Раді.
На відміну від Указів-в-Раді існують ще Укази Ради. Вони видаються не Сувереном, а членами Таємної ради без участі Суверена. Вони видаються за окремим дозволом актів парламенту, і зазвичай використовуються для управління громадськими установами.
Суверен випускає королівські хартії за рекомендацією Таємної ради. Хартії дають особливий статус новоствореним адміністративним одиницям; дають містечкам статус міста (city) і боро.
Корона-в-Раді виконує також деякі судові функції. Усередині Сполученого Королівства, Корона-в-Раді заслуховує апеляції від церковних судів, Адміралтейського Суду по п'яти портам, призових судів та Дисциплінарної комісії Королівського Коледжу хірургів-ветеринарів, апеляції на дії церковних комісарів і апеляції на деяких актів парламенту (наприклад, Акт про дискваліфікацію Палати громад (1975)). Корона-в-Раді також заслуховує апеляції від Королівств Співдружності, британських заморських територій, територій Суверенних баз і залежних територій. Ці випадки теоретично вирішуються Короною-в-Раді, але на практиці Судовим комітетом, який складається зі старших суддів, членів Таємної ради. Юридична рада має пряму юрисдикцію над справами, що відносяться до Акт про Шотландію (1998), Акт про уряд Уельсу (1998) та Акт про Північну Ірландію (1998).

## Інші ради
Таємна рада — одна з чотирьох головних рад Суверена. Решта:
- Судова рада (англ. courts of law);
- Земська рада (Парламент);
- Велика рада (збори всіх перів Королівства).

Ці ради все ще існують, але велика рада не збиралася з 1640.
Також Суверена рада консультує кілька інших таємних рад. Англія та Шотландія мали різні Таємні ради, але по Акту про унію 1707 року їх з'єднали. Ірландія мала окрему Таємну раду і після Акту про об'єднання 1800 року, але вона була скасована в 1922, коли Південна Ірландія відокремилася від Сполученого королівства, його наступником стала Таємна Рада Північної Ірландії, яка також припинила роботу після припинення роботи Парламенту Північної Ірландії у 1972 році.
Канада має свою Таємну раду — Таємна королівська рада Канади — з 1867 року. Еквівалентний орган в деяких королівствах Співдружності називається виконавча рада.